# Tống biệt hành
Tống biệt hành (bài hành tiễn biệt người đi xa) là một bài thơ do Thâm Tâm sáng tác vào khoảng năm 1940.
Kể từ khi ra đời cho đến nay, dù đã trên 70 năm, Tống biệt hành vẫn luôn được giới yêu thơ yêu thích. Và hiện nay, bài thơ đang được giảng dạy trong hệ thống giáo dục ở Việt Nam.

## Tiểu dẫn
- Về tác giả:

Thâm Tâm là người đa tài, ngoài tài thơ còn vẽ tranh, viết truyện, soạn kịch, minh họa cho sách báo; tuy vậy ông vẫn được người đời biết đến khả năng làm thơ nhiều hơn cả.
Ngữ văn 11 viết: ...Là một nhà thơ mới mang tâm sự của "thời đại cái tôi. Thâm Tâm có giọng thơ rắn rỏi, gân guốc, phảng phất hơi thơ cổ, nhất là những bài hành như Can trường hành, Vọng nhân hành, Tống biệt hành... Thơ ông sau những tâm sự uất ức đó đây, là một lòng yêu nước kín đáo và cả khát vọng "lên đường" - trước hết là để thoát khỏi cuộc sống bế tắc...
- Về thi phẩm Tống biệt hành:

Đây là tác phẩm làm theo thể "hành" về một cuộc đưa tiễn. Với những dòng thơ đặc tả tâm trạng, thái độ của người ra đi cũng như người ở lại, Thâm Tâm đã khắc họa nên hình tượng "li khách" với một vẻ đẹp quen thuộc nơi người anh hùng của văn chương cổ điển. Suốt bài thơ, tuy tác giả không hề đề cập đến ngọn nguồn nào đã khiến người tráng sĩ lên đường... song ai cũng hiểu rằng đây chính là hình bóng của Kinh Kha giã biệt người thân, qua sông Dịch, sang Tần làm thích khách. Đọc hết bài thơ, người đọc sẽ cảm nhận được ý thơ này để yêu mến, trân trọng một ước vọng, một mơ mộng với nét đẹp hào hùng của người anh hùng quyết ra đi hi sinh vì đại nghĩa.

## Trích nhận xét
Năm 1940, báo Tiểu thuyết thứ bảy đăng bài Tống biệt hành của Thâm Tâm, thì ngay tháng 10 năm sau, nó là bài duy nhất được Hoài Thanh & Hoài Chân chọn in trong Thi nhân Việt Nam, kèm theo đôi dòng giới thiệu nhà thơ trẻ này, như sau:
Thơ thất ngôn của ta bây giờ thực có khác thơ thất ngôn cổ phong. Nhưng trong bài dưới đây (Tống biệt hành) lại thấy sống lại cái không khí riêng của nhiều bài thơ cổ. Điệu thơ gấp. Lời thơ gắt. Câu thơ gắn rỏi, gân guốc. Không mềm mại uyển chuyển như phần nhiều thơ bây giờ. Nhưng vẫn đượm chút bâng khuâng khó hiểu của thời đại.
Vào những năm 60, khi soạn bộ Việt Nam Thi nhân tiền chiến, Nguyễn Tấn Long & Nguyễn Hữu Trọng, một lần nữa, đã nhắc lại cái "mới lạ" của bài thơ vừa nói: 
Bài thơ Tống biệt hành của Thâm Tâm đã được giới yêu thơ tiếp đón như những gì mới lạ, và nhận thấy một sự thay đổi trong ý thơ và một biến chuyển tâm hồn của thi sĩ Thâm Tâm.
Khác với những bài thơ Gửi T.T.Kh., Màu máu tygôn, Dang dở v.v...khóc than cho câu chuyện tình tầm thường. Ở đây Thâm Tâm trút bỏ cái vỏ ủy mị cố hữu, đổi giọng điệu rắn rỏi, cương quyết để nói lên cái chí khí của người trai trong thời chinh chiến. 
Trong sách Tuyển chọn & giới thiệu Ngữ văn có đoạn:
Bài thơ Tống biệt hành vừa thể hiện tâm trạng chung của một lớp người vào buổi ấy đang "tìm đường", vừa thể hiện được dấu ấn riêng của tác giả bởi hơi thơ trầm hùng, bi tráng...
Và sau khi phân tích bài thơ, GS. Nguyễn Đăng Mạnh & PTS. Trần Đăng Xuyên kết luận:
Sức hấp dẫn của Tống biệt hành không chỉ ở chỗ đã làm "sống lại cái không khí riêng của những bài thơ cổ" (Hoài Thanh) mà chủ yếu là vì đã tạo nên một chất thẫm mỹ mới cho một thi đề quen thuộc. Cái hay của bài thơ đã miêu tả thành công vẻ đẹp của cái cao cả trong mối quan hệ nội tâm sâu kín, thể hiện một cách nhìn nhiều chiều và sâu sắc về con người...